# Železniška postaja Grobelno
Železniška postaja Grobelno je ena izmed železniških postaj v Sloveniji, ki oskrbuje bližnji naselji Grobelno, Šentjur in Grobelno, Šmarje pri Jelšah. Postaja leži v delu naselja, ki pripada občini Šentjur. Zanimivost postajnega poslopja je, da leži znotraj železniškega razcepa, tako na severni strani poslopja poteka proga med Zidanim Mostom in Mariborom, na južni strani poslopja pa proga do Rogatca oz. do Imena.

## Mobilnost
- Stopnišče za dostop do peronov
- Dvigalo za dostop do peronov